# Ꚃ
Ꚃ, ꚃ е буква от кирилицата, част от старата абхазка азбука. Въведена е от Пьотър Услар през 1862 година, когато излиза неговата монография „Абхазский язык“. Обозначава лабиализираната (оустнѐна) звучна венечно-небна преградно-проходна съгласна /d͡ʑʷ/. Предсталвява заемка от ръкописния вариант от 19 век на малката буква дзета ζ от гръцката азбука. През 1887 година при препечатването на монографията на Услар типографът М. Завадский променя формата ѝ като наподобява знака за интеграл. В съвременната абхазка азбука звукът /d͡ʑʷ/ се предава чрез диграфа Ӡә.